# 11. pehotna divizija (Avstro-Ogrska)
11. pehotna divizija je bila pehotna divizija avstro-ogrske skupne vojske, ki je bila aktivna med prvo svetovno vojno.

## Poveljstvo
Poveljniki
- Alois Pokorny: avgust - november 1914
- Anton Bellmond von Adlerhorst: november 1914 - julij 1915
- Milan Grubić: julij 1915 - junij 1916
- Rudolf Obauer von Bannerfeld: junij - september 1916
- Rudolf Metz von Spondalunga: september 1916 - november 1918

## Organizacija
Maj 1914
- 21. pehotna brigada
- 22. pehotna brigada
- 32. poljskotopniški polk
- 11. poljskotopniški polk

Maj 1918
- 21. pehotna brigada:

- 89. pehotni polk
- 90. pehotni polk

- 22. pehotna brigada:

- 58. pehotni polk
- 115. pehotni polk

- 11. jurišni bataljon
- 11. poljskoartilerijska brigada
- 2. eskadron, reitende 1. Schützen-Regiment
- 1. četa, 11. saperski bataljon